# Julio Cozzi
Julio Adolfo Cozzi (* 14. Juli 1922 in Buenos Aires; † 25. September 2011 ebenda) war ein argentinischer Fußballspieler. Er spielte auf der Position des Torhüters.

## Vereinskarriere
Cozzi begann seine Karriere 1941 beim Club Atlético Platense. 1949 wechselte er zu CD Los Millonarios aus Bogotá nach Kolumbien, wo er zeitweilig Teamkollege von Alfredo Di Stéfano und Adolfo Pedernera war. In den Jahren 1949 und von 1951 bis 1953 gewann er die kolumbianische Meisterschaft sowie 1953 die Copa Colombia.
1955 kehrte er zu Platense zurück. Von 1956 bis 1959 spielte er für Independiente. 1960 beendete er seine aktive Laufbahn beim Club Atlético Banfield in der 2. argentinischen Division.

## Nationalmannschaft
Mit der argentinischen Nationalmannschaft gewann er 1947 die Copa América.